# Bilinguismo luso-castelhano em Portugal
O bilinguismo luso-castelhano em Portugal é o fenómeno de convivência das línguas portuguesa e castelhana em território português que tem início na segunda metade do século XV e que se prolonga até ao século XVIII (período que culmina com o triunfo de um novo paradigma cultural liderado pela França). Face ao grau de intensidade que a língua castelhana atingiu em variados espaços sociais ao longo desses séculos, a sociedade portuguesa foi classificada globalmente como bilíngue, entendendo, no entanto, que o nível de conhecimento da língua castelhana variaria significativamente de acordo com o âmbito social e a literacia dos falantes.

## Causas/Origem do Bilinguismo
A castelhanização lusitana teve início antes da União Ibérica. O Tratado de Alcáçovas (1479) serve de ponto de referência para marcar o início da influência castelhana em Portugal. Fica traçado para portugueses e castelhanos um longo período pacífico e uma boa receção de tudo que provinha de Castela. Também o Cancioneiro Geral de Garcia de Resende, publicado em 1516, foi uma produção poética onde se verificou já uma significativa presença da língua castelhana. Foram vários os contributos para o enraizamento do castelhano em Portugal, tais como a intensa  circulação de obras castelhanas junto das elites portuguesas, a religião, o ensino e até mesmo o teatro. Foi de grande importância a contribuição da corte para que tudo quanto fosse castelhano estivesse de moda em Portugal.
A política de enlaces matrimoniais entre as famílias reais portuguesas e castelhanas é vista como a principal causa da introdução da língua castelhana nas cortes portuguesas. Entre 1498 e 1578, quatro rainhas castelhanas presidiram, sem interrupção, a corte portuguesaː as três mulheres de dom Manuel I e a mulher de dom João III, dona Catarina. As rainhas de origem castelhana chegadas a Portugal com a sua particular corte de damas, confessores e outros súbditos apresentavam forte resistência na adaptação à cultura Portuguesa, mantendo-se sempre fiéis ao idioma castelhano. Esta insistência teve forte impacto na cultura portuguesa e foi uma das principais razões do bilinguismo nas cortes.
Também foi, de grande importância, o papel da Igreja Católica como meio de propagação do Castelhano. Grandes quantidades de religiosos provenientes de Espanha alcançavam rapidamente grande influência na corte e considerável destaque hierárquicoː frequentemente, eram educadores e confessores da família real. Sem dúvida, contribuíram para prestigiar a língua e a cultura espanhola em Portugal. Com grande relevância, a chegada de elevada quantidade de jesuítas espanhóis desempenhou um papel importante no ensino.
O ensino na universidade de Salamanca é um marco fundamental. Para lá, se dirigiram muitos portugueses a fim de se formarem claramente sob as influências castelhanas. Muitos destes alunos tornaram-se, mais tarde, grandes personalidades portuguesas, mas seus trabalhos e orientações são inevitavelmente de origem espanhola.
Desta forma, há uma grande influência castelhana quer cultural quer linguisticamente. Há uma série de autores portugueses que passam a escrever em espanhol, como foi o caso de Gil Vicente ou Luís de Camões. A própria Bíblia foi apresentada em Lisboa escrita em castelhano.
Havia cada vez mais traduções de obras portuguesas para o espanhol por este ser considerado a língua de prestígio da época. Apesar de existirem alguns autores que se recusavam a escrever nesta língua, como foi o caso de António Ferreira e Diogo Bernardes, a verdade é que precisamente na literatura se fez sentir a maior influência do castelhano, que serviu muitas vezes para contar os feitos portugueses, entrando ferozmente no quotidiano de todos aqueles que constituíam a sociedade portuguesa, do mais alto ao mais baixo estatuto.
O teatro espanhol invadiu o território português, não só pela sua riqueza literária e capacidade de produção de espetáculo que tanto fez brilhar este meio difusor no Século de Ouro Espanhol, mas também porque os próprios autores portugueses traduziam as suas obras para castelhano, já que, por vezes, esta era a única forma de verem as suas peças representadas.

## Bilinguismo luso-castelhano: Imposição ou Opção
A  política de matrimónios entre o reino de Portugal e Espanha  sempre abonou a favor de uma união dinástica a fim de facilitar a sucessão do trono. A quase todas as classes sociais interessava, por questões económicas, uma monarquia dual que surgiria em 1580, quando Filipe II de Espanha se tornou também rei de Portugal.
A exceção foi o povo que ficou sozinho contra este movimento de fusão, já que o principal agente de ideologização das massas neste sentido - o teatro clássico espanhol - só começará a atuar após a entrada de Filipe II em Portugal no ano de 1580. As suscetibilidades das classes populares perante tudo o que cheirasse a infiltração castelhana tinha-se manifestado com clareza em várias ocasiões durante o reinado de D. João III e a menoridade de D. Sebastião. O povo ia pouco a pouco acumulando um ódio que em qualquer instante podia estalar em motins e revoltas. Por isso as classes dominantes, receosas da ira popular, evitaram dar-lhe armas. Mesmo que fosse para defender a pátria comum.
O clero e a nobreza estavam nessa altura enfraquecidos moral e economicamente depois do desastre de Alcácer Quibir e por isso mesmo tinha todo o interesse nesta união.
A burguesia, como os dois países estavam orientados para a expansão marítima, tinha agora a oportunidade de explorar novos mercados e comprar novos produtos como a prata espanhola do México e do Peru.
Para ambos os países, uma união significava também uma forma de melhor se poderem defender contra os verdadeiros inimigos que eram os holandeses, os ingleses e os franceses.
De ambas as partes se entende que esta aproximação não é genuína, pois os portugueses não pretendem perder a sua independência, no entanto os interesses económicos camuflam este sentido patriótico.

### Diglossia
Passam a estar presentes as duas línguas. A língua vernácula continua a ser a preferida para as actividades nobres como o governo, a vida intelectual e nas relações entre pessoas de certa distinção.
O recurso às duas línguas como opção autoral, independentemente da distribuição de ambas no conjunto da obra de um autor ou da competência linguística demonstrada no uso do castelhano. Por outro lado, o prolongado fenómeno de contacto de línguas a que aludimos teve como consequência uma situação de diglossia linguística, conceito que introduz uma hierarquia na valoração sociolinguística das línguas implicadas numa comunidade bilingue, ao funcionar uma delas como língua de prestígio, sendo associada preferivelmente aos âmbitos da cultura letrada e escrita em geral, enquanto a outra sofre um desprestígio que frequentemente a relega ao âmbito da oralidade e do espaço social íntimo, familiar e popular. O prestígio associado à língua e à cultura espanholas do período áureo deu origem a que muitos escritores optassem por essa língua como instrumento de expressão literária, considerando que possuía maiores qualidades do que a portuguesa.
Assim, depreende-se que o bilinguismo luso-castelhano não foi diretamente uma imposição nem uma opção. No entanto há que relevar o facto de esta união das duas culturas não ter sido bem aceite por todos. Se para algumas classes sociais, tanto espanholas como portuguesas, foi uma questão de interesses, o povo por sua vez sempre se manifestou negativamente contra esta união. No entanto, o casamento de ambos os países acabou por trazer a Portugal uma série de influências espanholas que ganharam força e, consequentemente, culminaram no fenómeno do bilinguismo, que dura para além da monarquia dual, e inicia uma curva descendente aquando da recuperação da independência.